# Mononchida
Mononchida  (лат.) — отряд нематод из класса Enoplea. 6 семейств, около 400 видов. На голове на шести буграх, сросшихся с первичными губами, расположены тангиорецепторы  в виде папилл.Ротовая полость сильно кутикулизированная, крупная. Фаринкс цилиндрической формы. Амфиды карманообразные, крупные. Спикулы и половые трубки самок парные. Обитают в почве или в пресных водоёмах, всеядные или хищники.
- Anatonchoidea Jairajpuri, 1969[4]
  - Семейство Anatonchidae Jairajpuri, 1969 (9 родов, 180 видов)
  - Семейство Iotonchidae Jairajpuri, 1969 (11 родов, 127 видов)
- Mononchoidea Filipjev, 1934
  - Семейство Cobbonchidae Jairajpuri, 1969 (4 рода, 36 видов)
  - Семейство Mononchidae Filipjev, 1934 (Chitwood, 1937) (8 родов, 97 видов)
  - Семейство Mylonchulidae Jairajpuri, 1969 (14 родов, 104 вида)